# جودي بلوم
جودي بلوم (بالإنجليزية: Judy Blume)‏ (12 فبراير 1938، إليزابيث في الولايات المتحدة)؛ كاتِبة مُتخصِّصة في أدب الأطفال وروائية أمريكية.

## سنواتها المبكرة
وُلدت بلوم في 12 فبراير من عام 1938، وترعرعت في إليزابيث، نيو جيرسي، والدتها ربة المنزل إستر (روزنفيلد قبل الزواج) ووالدها طبيب الأسنان رودولف سوسمان. لديها أخ، اسمه ديفيد وهو أكبر منها بخمس سنوات. كانت عائلتها يهودية. تقول بلوم: «لقد أمضيت معظم طفولتي في تأليف القصص داخل رأسي». تخرجت من ثانوية باتين عام 1956، ثم التحقت بجامعة بوسطن. شُخصت إصابتها بعدوى كثرة الوحيدات الخمجية أثناء دراستها في الفصل الأول، وأخذت إجازة قصيرة من المدرسة قبل أن تتخرج من جامعة نيويورك في عام 1961 بدرجة البكالوريوس في التربية. حصلت ثلاث حوادث تحطم طائرة في مسقط رأسها بين عاميّ 1951 و 1952، وتوفي 118 شخصًا في الحادثين، وساعد والد بلوم، الذي كان طبيب أسنان، في الاستعراف على الرفات التي لم يتمكنوا من التعرف عليها. تقول بلوم إنها «دفنت» هذه الذكريات حتى بدأت في كتابة روايتها الحدث غير المحتمل في عام 2015، والتي تدور حول هذه الحوادث.

## مهنتها
بدأت بلوم، التي كانت قارئة متعطشة مدى الحياة، الكتابة لأول مرة عندما كان أطفالها يذهبون إلى الحضانة، وكانت تعيش في مجتمعات نيو جيرسي في بلينفيلد وسكوتش بلينز. نشرت كتابها الأول، الذي في المنتصف هو الكنغر الأخضر، في عام 1969. كان العقد التالي بالنسبة لها الأكثر غزارة إنتاجيًا، إذ نشرت 13 كتابًا آخر، بعض العناوين المشهورة لهذه الكتب، مثل: هل أنت هنا يا الله؟ هذه أنا مارغريت (1970)، حكايات الصف الرابع (1972)، وبلوبر (1974).
اتجهت بلوم بعد نشر روايات للأطفال والمراهقين، إلى الكتابة عن واقع الكبار والموت. وصلت روايتها نساء ذكيات (1983) إلى قمة قائمة أفضل الكتب مبيعًا في نيويورك تايمز. حظيت رواية بلوم الثالثة للبالغين أخوات الصيف (1998) بكثير من التقدير على نطاق واسع وباعت أكثر من ثلاثة ملايين نسخة. وبقيت 5 أشهر موجودة في قائمة نيويورك تايمز الأكثر مبيعًا، تظهر أيضًا العديد من كتب بلوم في قائمة أفضل كتب الأطفال الأكثر مبيعًا على الإطلاق.
باعت بلوم أكثر من 82 مليون نسخة من كتبها وتُرجمت إلى 32 لغة. فازت جودي بلوم بأكثر من 90 جائزة أدبية، منها ثلاث جوائز في الولايات المتحدة. فازت أيضًا بالجائزة السنوية في عام 1996 عن كتابها إلى الأبد، الذي نُشر في عام 1975. في أبريل من عام 2000، صنفتها مكتبة الكونغرس ضمن فئة الأساطير الحية من الكتّاب والفنانين لمساهماتها الكبيرة في التراث الثقافي الأمريكي. في عام 2004 استلمت بلوم ميدالية جائزة الكتاب الوطني من مؤسسة الكتّاب الوطنية باعتبارها «أثرت التراث الأدبي [الأمريكي] على مدى حياتها المهنية».
كانت النسخة السينمائية من رواية بلوم عيون النمر 1981 من إخراج ابنها المؤلف لورانس بلوم. أُصدر في عام 2012، من بطولة ويلا هولاند في دور ديفي وايمي جو جونسون في دور جوين ويكسلر.
دافعت بلوم عن الحرية الفكرية طوال حياتها المهنية، إذ عملت كمدافعة ضد حظر الكتب والرقابة الإعلامية. بدأت في التواصل مع كتّاب آخرين في الثمانينيات، بالإضافة إلى العديد من المعلمين وأمناء المكتبات، للانضمام إلى القضية. أدى ذلك إلى دخول بلوم إلى الائتلاف الوطني ضد الرقابة. وكرّست كل جهودها للمساعدة في حماية حرية القراءة. أنشأت أيضًا مؤسسة خيرية وتثقيفية، تُدعى «صندوق الأطفال». عملت بلوم في إدارة منظمات أخرى مثل «نقابة المؤلفين وجمعية كُتّاب ورسامي كتب الأطفال وندوة كي ويست الأدبية والائتلاف الوطني ضد الرقابة».
حصلت جامعة ييل على أرشيف بلوم في أكتوبر من عام 2017، والذي تضمن بعض الأعمال المبكرة غير المنشورة.

## روابط خارجية
- جودي بلوم على موقع IMDb (الإنجليزية)
- جودي بلوم على موقع الموسوعة البريطانية (الإنجليزية)
- جودي بلوم على موقع إن إن دي بي (الإنجليزية)
- جودي بلوم على موقع قاعدة بيانات الفيلم (الإنجليزية)